# Njord
Njord (norrønt: Njörðr) er i nordisk mytologi en af vanerne. I de islandske kilder er Njord knyttet til havet og gud for søfart, herunder fiskeri og handel, vinde og frugtbarhed (rigdom). Det østnordiske materiale tyder på, at Njord blev opfattet som en frugtbarheds- og velstandsgud, der var knyttet til indlandet, i modsætning til det vestnordiske, hvor han var knyttet til kysten. I vikingetiden var han som frugtbarhedsgud nærmest fortrængt af Frej, der sandsynligvis havde overtaget nogle af de attributter og egenskaber, der oprindeligt var blevet tillagt hans far. Han er gift med Skade, men de lever ikke sammen. Hans børn er Frej og Freja, hvis mor i dag er ukendt. Efter krigen mellem aser og vaner bliver han med sine børn gidsler hos aserne, blandt hvilke han tager bolig.
Njord har været genstand for flere videnskabelige teorier og diskussioner. Hans navn er etymologisk nært beslægtet med den ældre germanske gudinde Nerthus, der omtales af Tacitus. Sammen med de mange tilfælde af stednavne, der indeholder hans navn, har det givet anledning til spekulationer om, at han har haft langt større betydning i nordisk religion end de bevarede kilder viser.

## Karakteristik
I mytologien, som er bevaret i den islandske litteratur, beskrives Njord som en af de guder, der bor i Asgård. Hans gård kaldes Noatun (norrønt: Nóatún), der betyder skibsgård, et navn der uden tvivl stammer fra hans relationer til fiskeri og søfart. Han blev derfor associeret med menneskelige aktiviteter på og ved havet og ikke havet i sig selv. De nordiske havguder var i stedet jætterne Ægir og Ran. Njord er far til frugtbarhedsguderne Frej og Freja. Deres mors navn findes ikke i en kendt kilde. Njord tilhører vanernes æt og boede i Vanaheim, men efter krigen mellem aser og vaner blev han som led i fredsaftalen udvekslet som gidsel. Sammen med sine børn flyttede han til Asgård. I Ynglingesaga fortælles det, at han havde været gift med sin egen søster, men aserne forbød den slags incestuøse forhold. Et levn fra den før-kristne opfattelse kan muligvis udledes litterært, da man i islandske oversættelser af klassiske litterære værker oversatte den romerske gud Saturn med Njord.
En anden af de få bevarede myter med Njord i hovedrollen findes i den Yngre Edda. Her findes historien om, hvordan jættekvinden Skade som kompensation for, at aserne har dræbt hendes fader Tjasse, får lov til at vælge sig en husbond blandt dem – dog må hun kun vælge ud fra deres fødder. Hun vælger det smukkeste par fødder i den tro, at de var Balders, men det viste sig at være Njords. De lever dog som separerede, fordi ingen af dem kan holde ud at bo på det sted, den anden foretrækker. Skade vil bo i de kolde og vilde bjergegne, mens Njord foretrækker de rige fiskelejer og frugtbare landsbrugsområder tæt ved havet. Motivet med valg af ægtefælle vha. fødderne rummer tilsyneladende spor af et urgammelt ægteskabsritual; det kan fx genfindes i indiske fortællinger og i eventyret om Askepot.

## Etymologi
Navnet Njord kan spores til det protogermanske ord Nerþuz, og det indoeuropæiske *nerthuz, der formentlig har haft betydningen kraft. Den tolkning bygger primært på den mulige forbindelse til det gæliske ord nert, der betyder kraft eller magt. Vikingetidens navn Njörðr svarer til navnet på en ældre germansk frugtbarhedsgudinde, Nerthus, som den romerske forfatter Tacitus omtaler i sit værk Germania fra 1. århundrede e.Kr. Det er foreslået, at Njord har skiftet køn, fordi navneord i femininum med u-stammer forsvandt fra germanske sprog, så kun maskulinum u-stammer var kendt i vikingetiden. Andre mener imidlertid, at sådanne ændringer ikke kan skyldes grammatiske forandringer alene, men må være resultatet af religiøse forandringer. Njörðr kan også være relateret til den nordiske gudinde Njörun.

## Teorier om funktion og oprindelse
De sparsomme kilder til Njords rolle i vikingetidens religion, og de levn, der tyder på, at han tidligere kunne have haft meget større betydning i religionen, har ført til mange spekulationer over gudens oprindelige betydning i de ældre tider.

### Nerthus
Et af de største spørgsmål er Njords forbindelse til gudinden Nerthus, der beskrives af Tacitus i 1. århundrede e.Kr. "Nerthus" er en latiniseret udgave af det rekonstruerede germanske navn *Nerþus, dvs. "Nerthus", er den feminine udgave, af hvad Njörðr må have heddet i 1. århundrede. Forbindelsen bygger således på et lingvistisk slægtskab, men den direkte forbindelse mellem jernalderens Nerthus og vikingetidens Njord er ukendt, da hun ikke optræder i de yngre kilder, ligesom Njord ikke kendes fra de ældre. Men det er bl.a. foreslået, at guden har skiftet køn, tidligere har været opfattet som hermafrodit, eller at Nerthus er Njords søster og oprindelige hustru, hvis eksistens bl.a. fremgår af Lokasenna, men hvis navn ikke nævnes. En af de mest udbredte teorier er, at Nerthus er en senere glemt partner i et oprindeligt guddommeligt søskendepar, der strukturelt minder om søskendeparret Frej og Freja, som har overtaget deres plads i religionen.
Tacitus' skildring lyder: 

"Ved disse stammer taget hver for sig er der intet bemærkelsesværdigt udover, at de i fællesskab dyrker Nerthus, det vil sige Moder Jord, som de tror griber ind i menneskenes anliggender og i en vogn kører rundt til dem, der dyrker hende. På en ø i Oceanet er der en hellig lund. I den står en indviet vogn, som er dækket af et klæde. Kun én præst må røre den. Han kan fornemme, hvornår guddommen er tilstede i vognens indre, og han ledsager hende da fuld af ærefrygt, når hun kører afsted i vognen, som trækkes af køer. Da er der glade dage, og alle de steder, gudinden værdiger et gæstebesøg, er festsmykkede. Alle våben er da under lås og slå. Da kender de, og da elsker de kun fred og ro, indtil førnævnte præst fører gudinden, mæt og træt af samværet med dødelige, tilbage til hendes helligdom. Derpå vaskes vognen og klædet og, om man vil tro det, guddommen selv i en afsidesliggende sø. Dette har skabt en hemmelighedsfuld gysen og from uvidenhed om, hvad det mon er for et væsen, som kun de til døden dømte får at se."
Tacitus’ beskrivelse af Nerthus har mange ligheder med Kybelekulten fra Romerriget. Det skyldes sandsynligvis, at Tacitus har suppleret sin beskrivelse af en fjern og eksotisk germansk kult med elementer fra de religioner han kendte fra sit eget hjemland. Mange af hans beskrivelser bekræftes dog også af arkæologiske fund, fx at vogne blev brugt til religiøse processioner, hvilket Dejbjergvognene tyder på.

### Hadingus
Der er også peget på paralleller mellem Njord og helten Hading (Hadingus) fra Saxo Grammaticus' Gesta Danorum fra 13. århundrede. Det drejer sig bl.a. om paralleller til ægteskabet med Skade. En af dem findes i beretningen om, hvordan Hading vælges af sin senere hustru Regnhild, det skete ved, at hun under en fest valgte ham blandt de andre mænd, mens hun udelukkende kunne se deres underben og fødder. Senere i historien klager Hading over, hvordan livet væk fra havet plager ham, og at han forstyrres af ulvenes hylen hos Regnhild. Hun klager på sin side over livet ved havet, hvor hun irriteres af mågernes skrig. Georges Dumézil har tolket dette sagn som helten Hadings passage gennem alle de tre funktioner i sin hypotese om den tredelte indoeuropæiske samfund. Dumézil mener således, at Hading afslutningsvis bliver et Odin-helt, dvs. opnår status af konge og magiker. Det mener han, er en parallel til Njords transformation fra vane til as i forbindelse med Krigen mellem aser og vaner.

### Svafrþorinn
I strofe 8 af eddadigttet Fjölsvinnsmál omtales Svafrþorinn som fader til den Menglöð, som helten Svipdagr efterstræber. Flere forskere har spekuleret i, om Menglöð er identisk med gudinden Freja, og at Svafrþorinn er et andet navn for Njord. Denne teori kompliceres imidlertid af etymologien bag navnet Svafrþorinn (þorinn betyder "modig" og svafr betyder "sladder" (eller måske snarere sove), hvilket ifølge Rudolf Simek kun vanskeligt kan forbindes med det, man ved om Njord.